# 菲米努阿尔韦斯
菲米努阿尔韦斯是巴西巴伊亚州的一个市镇。总面积159.397平方公里，总人口5466人，人口密度34.3人/平方公里。